# Dolça Catalunya (blog antinacionalista)
|  | Per a altres significats sobre Dolça Catalunya, vegeu «Dolça Catalunya (desambiguació)». |

Dolça Catalunya és un blog digital d'opinió i d'assaig vinculat a la ultradreta espanyola, escrit en català i castellà, que tracta sobre els successos, la llengua i la política dels Països Catalans. Fundat l'octubre del 2013 principalment per Guillem Elizalde Monroset, els seus articles promouen la unitat d'Espanya i el secessionisme lingüístic del català a través de notícies enganyoses i fan apologia de diverses discriminacions socials i racistes, especialment la catalanofòbia.
Malgrat que s'anuncia sota el lema «Seny de catalanes bajo el nacionalismo» (en català, 'Seny de catalans sota el nacionalisme') i es descriu com un portal escrit per ciutadans anònims qualssevol, està dirigit i editat per membres de l'àmbit editorial associats a l'ultraconservadorisme, a l'extrema dreta política espanyola, al catolicisme integrista de l'Opus Dei i al personal acadèmic de la Universitat Abat Oliba.

## Discurs i abast públic
Els escrits de Dolça Catalunya, que alternen català i castellà en totes les oracions i paràgrafs sense mai anar signats, tenen l'objectiu de crear un discurs contra el catalanisme creixent a través de l'ús de la demagògia i un ampli ventall de connotacions catalanòfobes, antigitanistes, islamòfobes i d'altres discriminacions racistes i homòfobes. També hi han publicat posicionaments contra les llibertats sexuals i contra l'avortament. De fet, es tracta d'un dels pamflets de l'extrema dreta amb més contingut catalanòfob dels que s'han analitzat a tot Espanya, atesa la seva crítica a les polítiques de normalització lingüística del català, però sense adreçar-se als catalans com a grup cultural en les seves publicacions.
L'anonimat de les seves peces utilitza un llenguatge que, tot i que reivindica la sàtira i l'estil desenfadat, abusa dels insults explícits, la humiliació i la ridiculització dels adversaris polítics —una estratègia habitual en l'expressió comunicativa de la ultradreta europea. Per mitjà d'un discurs que advoca pel revisionisme històric aplicat al catalanisme hispànic (que s'allunya del colonialisme espanyol per associar l'únic sentit històric de Catalunya com a part indivisible d'Espanya), ha estat una plataforma partícip de la internacionalització de campanyes de gerrymandering i postveritat com la regió fictícia de Tabàrnia, així com també de convocatòries de caràcter neofeixista.
El portal utilitza referents ideològics d'aquest catalanisme hispànic com el del tèoleg Francesc Canals Vidal, que àdhuc participà d'un corrent editorial catòlic contra el vot a la Constitució Espanyola durant la Transició. En l'àmbit de la llengua, amb el seu relat de secessionisme lingüístic Dolça Catalunya ha atacat, entre d'altres projectes, la Viquipèdia en català i la seva comunitat, que ha titllat de «fanàtics», «incomptablement subvencionats» i d'ésser «propaganda».
Es considera que Dolça Catalunya és un portal pescaclics amb estructura de blog que no compleix els criteris de professionalitat informativa. El seu contingut s'emmarca en el to populista, sensacionalista i disseminador de notícies enganyoses amb el tergiversament dels fets d'actualitat. Una de les seves estratègies de posicionament web, a banda d'un molt elevat seguiment en xarxes socials com ara Facebook o Youtube, és l'autoreferencialitat i l'ús de múltiples enllaços creuats amb d'altres portals similars de tendència ultraconservadora, partidaris de la unitat d'Espanya i contra la immigració. Això li facilita un elevat impacte i visibilitat en l'optimització per a motors de cerca (SEO) dels cercadors d'Internet com el de Google.

## Fundació i col·laboradors
Des de la seva creació, Dolça Catalunya manté un fort hermetisme i clandestinitat pel que fa al seu comitè editorial i als seus redactors. Tanmateix, se sap que el seu fundador fou el comercial i articulista Guillermo Elizalde Monroset i que el primer article del portal es publicà l'11 d'octubre del 2013, un dia abans del Dia de la Hispanitat. Elizalde Monroset, president de la Fundació Burke —considerada com a part de l'integrisme catòlic espanyol— desvelà el seu propi nom com el del creador del blog en uns dels documents interns sobre l'entramat organitzatiu que va ajudar a impulsar la creació de Societat Civil Catalana (SCC) l'any 2014. Amb ell, un dels editors del web és una de les seves mans dretes i present també a la Fundació Burke, en la creació de SCC, conseller del RCD Espanyol i present en l'òrgan acadèmic i de govern de la Universitat Abat Oliba, l'economista i analista Jorge Soley Climent.
D'altres vincles que condueixen a la sinergia i col·laboració entre Dolça Catalunya i SCC, pel cap baix durant els seus primers anys, és que un altre dels fundadors de SCC, l'advocat de l'Estat format a la Universitat Abat Oliba i polític dels partits ultradretans Falange Española de las JONS i Vox, Jorge Buxadé Villalba, fou el primer seguidor del compte de Dolça Catalunya a la xarxa social Twitter. En la mateixa línia, el filòsof ultraconservador de la Universitat Abat Oliba, Javier Barraycoa Martínez, cofundador discutit de SCC i president de l'entitat unionista Somatemps per a «la identitat hispana de Catalunya», hauria estat col·laborador del portal web.
Altres col·laboradors que les investigacions sobre la ultradreta han associat al web són el publicista Alejandro del Rosal Valls-Taberner, gestor de la botiga en línia de Dolça Catalunya i alhora editor de Barraycoa Martínez, comunicador de la Conferència Episcopal Espanyola, promotor de comunicació esportiva de l'Espanyol o implicat en la secció religiosa de mitjans liberals i conservadors com la Razón o l'empresari comunicatiu català Joan López Alegre, també professor de la Universitat Abat Oliba, exdiputat del Parlament de Catalunya pel Partit Popular, assessor europeu de Ciutadans i vinculat a l'impuls inicial de SCC. En aquest darrer cas, des del 2022 López Alegre esdevingué una figura encara més visible del portal a través dels seus directes de Youtube, anomenats l'Hora Dolça. En aquesta tertúlia a través de Youtube també hi és habitual Miguel Martínez Velasco, ideòleg i promotor de la Plataforma de suport a Tabàrnia, que hi actua sovint com a moderador. També hi han format com a editors d'articles l'escriptor i dramaturg Pau Guix, figura de referència pel que fa al llibre publicat el 2019 pel web; el periodista ultracatòlic Jaume Vives i Vives, participant de la plataforma extremista Hazte Oír, editor sobre la regió fictícia de Tabàrnia i polèmic per les seves declaracions públiques homòfobes i islamòfobes.
D'entre les connexions més estretes de Dolça Catalunya, s'hi troben múltiples relacions, mencions i enllaços web amb el portal considerat com a «cristoneofeixista» Germinans Germinabit, un dels portals de l'ultracatolicisme a Catalunya que exerceix com a grup de pressió contra l'Arquebisbat de Barcelona, defensa la «puresa dels valors cristians» i advoca contra les llibertats sexuals i de la dona —envoltat en diversos escàndols episcopals i judicials al llarg de la dècada del 2010.

## Obres publicades
L'any 2019 dos dels vinculats com a col·laboradors editorials de Dolça Catalunya, Javier Barraycoa Martínez i Pau Guix, van participar com a figures més destacades en la promoció arreu d'Espanya del llibre sobre Dolça Catalunya, també sense autor explícit i que pretén oferir solucions contra el «jou nacionalista» català, entès com l'independentisme català, des de la visió del «blog més llegit d'Espanya». En aquestes presentacions hi varen assistir polítics destacats i parlamentaris dels grups Ciutadans, Vox i el Partit Popular, que en varen elogiar el contingut i el discurs ideològic com a necessari.
- Dolça Catalunya: seny de catalanes para superar el nacionalismo (en castellà).  Madrid: Libros libres, 2019. ISBN 978-84-15570-84-4.